# (5428) 1987 RA1
(5428) 1987 RA1 è un asteroide della fascia principale esterna. Scoperto nel 1987, presenta un'orbita caratterizzata da un semiasse maggiore pari a 2,901538 UA e da un'eccentricità di 0,040147, inclinata di 0,936569° rispetto all'eclittica. Ha un periodo di rotazione di 49,653 ore.
Fa parte della famiglia di asteroidi Coronide.